# Zdzisław Truskolaski
Zdzisław Truskolaski herbu Ślepowron (ur. 1899 w Lipniku, zm. 1949 w Jaśle) – polski malarz ekspresjonista związany z Jasłem i Krosnem. Syn Alfreda, wnuk Henryka, mąż Jadwigi Dymnickiej. Sprawiedliwy Wśród Narodów Świata. Jego wuj to Gustaw Truskolaski.

## Życiorys
W 1919 został absolwentem Gimnazjum w Jaśle. W tym samym roku wstąpił do Akademii Sztuk Pięknych w Krakowie. Po roku porzucił Akademię, jak sam pisał „z niechęci do studiów tego typu, a zwłaszcza widząc marne wyniki końcowe kolegów, którzy Akademię ukończyli”.
W 1923 powrócił do Krakowa, zarabiając projektami „ornamentyki opartej na elemencie dotychczas nieznanym, tj. natężeniu kierunkowym czarno-białym”. Zarabiał wówczas, głównie malując portrety w Krakowie i w Zakopanem. Tam też poznał Stanisława Ignacego Witkiewicza. Truskolaski mieszkał przez pewien czas u Witkiewicza, który nazywał go swoim uczniem – patrz St.I. Witkiewicz, Listy do żony, 1928-1931, PIW, Warszawa 2007. Pod wpływem Witkiewicza Truskolaski namalował dwa portrety Janiny Brzostowskiej. W tym czasie ukończył studia na UJ i otrzymał absolutorium z historii malarstwa i literatury.
W 1937 odbyła się wystawa prac w IPS w Warszawie i Lwowie w Związku Artystów Plastyków. Mając obiecaną wystawę w 1940 w lipcu w warszawskim IPS wysłał swoje prace w 1939 do Warszawy, prace te prawdopodobnie bezpowrotnie zaginęły. Podczas wojny dalej intensywnie pracował. W 1944 Niemcy, niszcząc i okradając Jasło, wykradli lub zniszczyli wszystkie jego obrazy. Po wysiedleniu z Jasła mieszkał z rodziną w Krośnie. Utworzył tam Oddział Związku Zawodowego Artystów Plastyków (w 1944 liczący 24 osoby) i prowadził Szkołę Malarstwa. W 1942 zaoferował pomoc rodzinie Bałutów, dawnym znajomym. Zdobył “aryjskie papiery” dla syna Bałutów, Tadeusza. Już jako Józef Juszczyk został przewieziony przez Truskolaskiego do Święcan, gdzie ukrywał się aż do końca wojny. Po jej zakończeniu wyemigrował do Izraela. 25 października 1984 Truskolaski otrzymał tytuł Sprawiedliwego wśród Narodów Świata.
W 1945 roku zorganizował pierwszą po wojnie na ziemiach polskich wystawę prac ZZAP, której katalog wymienia 64 prace 19 malarzy. Dokonania te nie byłyby możliwe bez subwencji (minister kultury i sztuki w 1946 przyznał 10 000 zł miesięcznej subwencji na założenie i prowadzenie szkoły malarstwa).
Zdzisław Truskolaski dużo pisał i publikował: O krytyce malarskiej, Teoria barw, Próba syntezy, O świadomości malarskiej i wiele innych. Prace teoretyczne zamieszczał w wydawanym przez ZZAP piśmie „Sztuka i Życie”. Tam też znajdują się opinie Truskolaskiego o pracach kolegów i recenzje z wystaw.
Truskolaski wystawiał swoje prace na wielu wystawach: w 1945 w Krośnie, w 1946 w krakowskiej TPSzP, w 1947 w Rzeszowie (Wystawa Wiosenna ZPAP), w 1949 w Łańcucie (wystawa ZPAP), w lutym 1949 w Rzeszowie. 
Artysta zmarł w roku 1949 i został pochowany na Starym Cmentarzu w Jaśle przy ul. Zielonej.
Po śmierci Truskolaskiego największą wystawę zorganizowało Muzeum Okręgowe w Krośnie w 1979. Prace jego wystawiane były również w 1986 na wystawie malarstwa Polski południowo-wschodniej w Rzeszowie, a w marcu 1997 na wystawie w galerii KUL w Lublinie. Ostatnia wystawa odbyła się w Sandomierzu (2007, sierpień) (Wojciech Weiss, Jan Cybis, Piotr Potworowski i inni).
Jego obrazy znajdują się w muzeach w Krośnie, w Rzeszowie, w Krakowie oraz w zbiorach prywatnych.